# Базалійська волость
Базалійська волость (рос. Базалійская волость (дореф.), Базалийская волость (суч.)) — адміністративно-територіальна одиниця у складі Старкостянтинівського повіту Волинської губернії Російської імперії. Волосне правління — містечко Базалія.
Існувала у XIX — на початку XX століття. 1923 року замість повітів і волостей був запроваджений поділ губерній на округи та райони. Волость увійшла до складу Базалійського району Шепетівської округи. Зараз територія колишньої волості знаходиться в межах Теофіпольського і Волочиського районів Хмельницької області.

## Населені місця

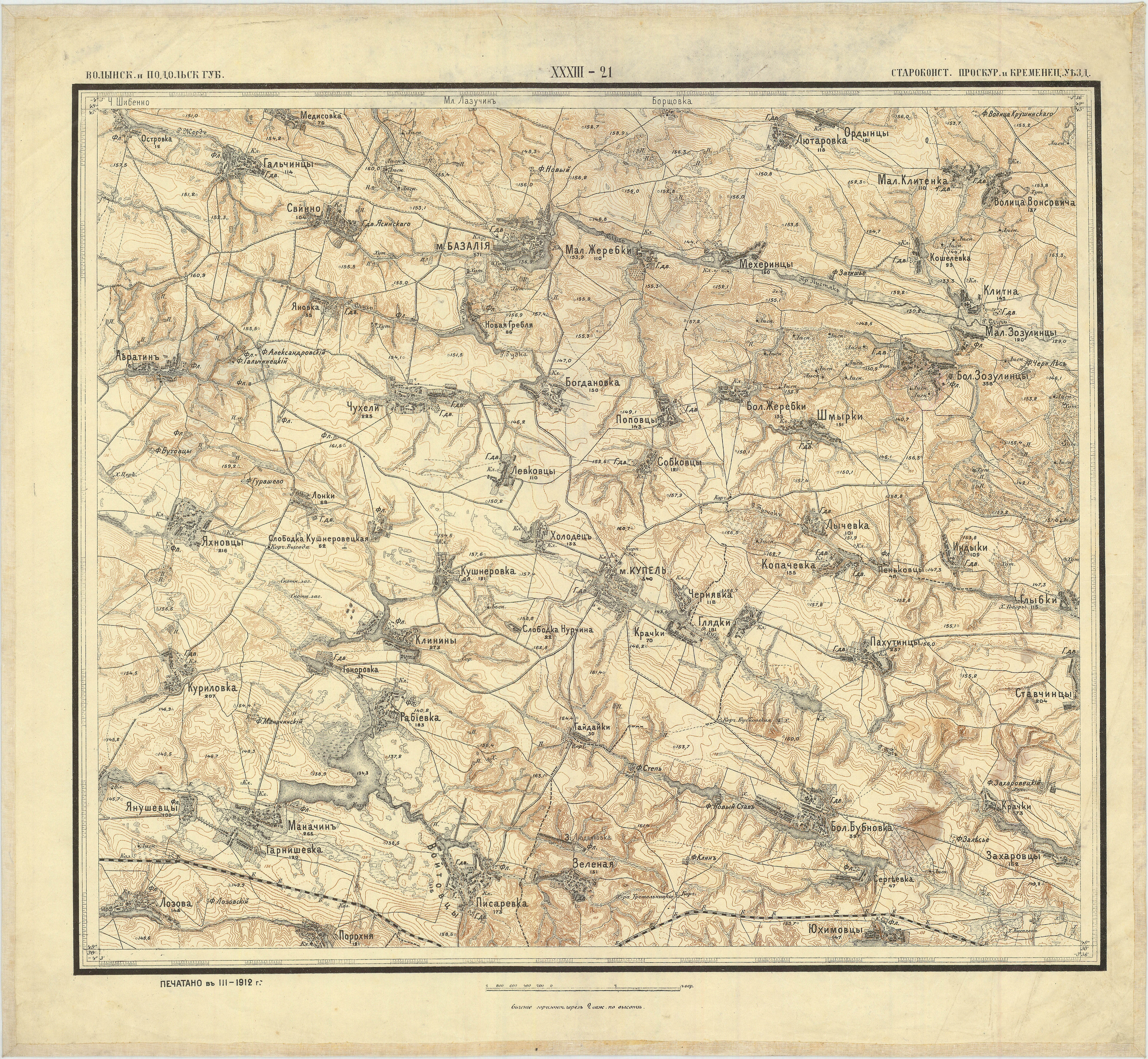
Південна частина волості на топографічній карті 1912 року

Станом на 1906 рік у волості було 1 містечко, 14 сіл і селищ, а також більше двох десятків фільварок, урочищ і хуторів.
| Містечка, села і селища (у дужках — кількість мешканців): - м-ко Базалія (3706) - с. Базалійські Юридики (254) - с. Богданівка (1007) - с. Борщівка (644) - с. Великий Лазучин (772) - с. Єлисаветпіль (1058) - с-ще Іванівка (17) - с. Левківці (739) - с. Лютарівка (727) - с. Малий Лазучин (1181) - с. Малі Жеребки (717) - с. Михиринці (1093) - с. Нова Гребля (510) - с. Чухелі (1703) - с. Янівка (566) | Фільварки, урочища і хутори: - ур. Басарабія (5) - ур. Баштан (8) - ур. Богданівський ліс (2) - ур. Богданівський млин (2) - ур. Борщівська межа (3) - ур. Висока Гребля (9) - ур. Гайове (6) - ур. Гай (7) - ф. Зарванка (9) - ф. Кароліна-Границя (3) - ур. Княжна (13) - ур. Лютарівський ліс (7) - Михиринецька поміщицька дача (5) - Михиринецька церковна дача (4) - ф. Олександрія (6) - ур. Олександрова-Березина (4) - лісова дача Пеньки (4) - ур. Піхтове (7) - х. Писаруки (10) - х. Польовий фільварок (11) - ур. Садки (6) - ур. Скражина (8) - ур. Соснина (6) |